# Américo Tomás

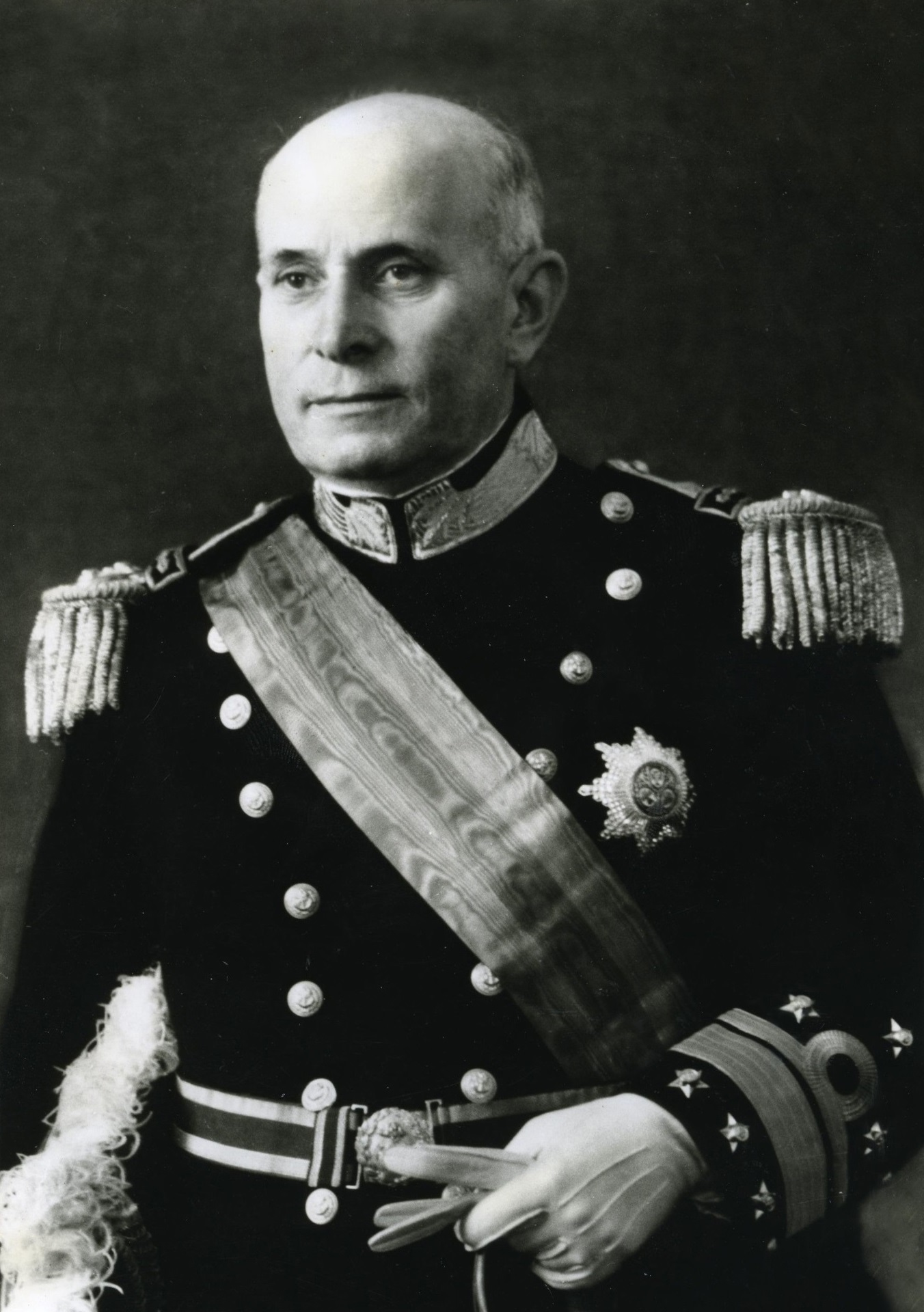
Porträt von Präsident Américo Thomaz

Américo de Deus Rodrigues Tomás [ɐˈmɛɾiku dɨ dewʃ ʁuˈdɾiɣɨʃ tuˈmaʃ] (auch Thomaz; * 19. November 1894 in Lissabon, Königreich Portugal; † 18. September 1987 in Cascais, Portugal) war Admiral der Marine und portugiesischer Staatspräsident des Estado Novo (1958 bis 1974).

## Leben
Tomás war der Sohn des Geschäftsmanns António Rodrigues Tomás und dessen Frau Maria da Assunção Marques. Er besuchte das Liceu do Carmo (1905) in Lissabon sowie das Liceu da Lapa (1906) und das Liceu Pedro Nunes (1911). Anschließend war er von 1912 bis 1914 an der „Faculdade de Ciências“ der Universität Lissabon in Vorbereitungskursen für die Zulassung zur Marineschule eingeschrieben. Am 16. Oktober 1922 heiratete er Gertrudes Ribeiro da Costa, mit der er zwei Töchter hatte.

## Laufbahnen
MilitärischIm Ersten Weltkrieg Tomás im Januar 1917 in die Escola de Torpedos aufgenommen und wurde auf den Kreuzer Vasco da Gama ausgebildet. Während des Krieges dient er auf unterschiedlichen Schiffen. 1918 wurde er zum Leutnant befördert und befehligte 1919 den Zerstörer Tejo als leitender Offizier. Für seine Leistungen wurde er 1919 mehrfach ausgezeichnet. 1939 wurde er zum Fregattenkapitän, 1941 zum See- und Kriegskapitän, 1951 zum Konteradmiral und 1970 zum Admiral befördert.
ZivilVon Oktober 1919 bis ins Jahr 1936 arbeitete er im hydrografischen Dienst des Marineministeriums. Seit 1920 war er auf dem Schiff „Cinco de Outubro“ mit der Vermessung der portugiesischen Küste befasst. 1924 wurde er kommissarisch mit dem Kommando des Schiffes betraut und 1931 zum Kommandeur ernannt. In dieser Position veröffentlichte hydrografische Pläne der Häfen von Lissabon und Berlenga sowie der Inseln Estelas und Farilhões. Dies brachte ihm erneut Auszeichnungen und Ehrungen ein. Er war für Organisationen tätig, die sich mit Ozeanographie, Hydrographie, Navigation, nautische Meteorologie und Fischerei oder Meeresforschung befassten. 1934 wurde er als stellvertretendes Mitglied der Zentralen Fischereikommission mit weiteren hydrographischen Missionen beauftragt. 1940 wurde er zum Präsidenten des Nationalen Ausschusses der Handelsmarine ernannt.
PolitischIm April 1925 wurde Tomás vorübergehend festgenommen, da er sich geweigert hatte, gegen aufständische Rebellen zu kämpfen, die einen Militärputsch versuchten. Am 28. Mai 1926 weigerte er sich ebenso, am Putschversuch unter Procópio de Freitas teilzunehmen. Am 6. September 1944 wurde er Marineminister im Kabinett Salazars. Im August 1945 erließ er die Verordnung Nr. 100 zur Erneuerung der Handelsmarine. Da Francisco Craveiro Lopes nicht mehr für die Präsidentschaftswahlen im Jahr 1958 zur Verfügung stand, wurde er gebeten, sich als Kandidat für dieses Amt aufstellen zu lassen. Tomás gewann die Präsidentschaftswahlen mit 75 % der Stimmen gegen General Humberto Delgado, den Kandidaten der Opposition. Es wurde ihm und seiner Partei massive Wahlfälschung vorgeworfen. 1965 und 1972 wurde er wiedergewählt. Durch die Nelkenrevolution gestürzt, ging er ins Exil nach Brasilien, kehrte aber 1979 nach Portugal zurück. In seine Amtszeit fallen die Verluste der Kolonien Daman und Diu und Goa an Indien.